# Wolf Messing

Wolf Messing

Grabstein Messings mit seinem Porträt auf dem Friedhof Wostrjakowo in Moskau

Wolf Grigorjewitsch Messing (* 10. September 1899 in Góra Kalwaria, Russisch-Polen; † 8. November 1974 in Moskau) war ein Hellseher und Telepath, der als Mentalist auftrat.
Er entstammte einer jüdischen Familie in Góra Kalwaria und trat schon als Jugendlicher als Gedankenleser auf. 1939, nach dem deutschen Überfall auf Polen und dem Ausbruch des Zweiten Weltkriegs, floh er in die Sowjetunion. Seine ganze Familie scheint in Majdanek und im Warschauer Ghetto umgekommen zu sein.
1965 veröffentlichte die Zeitschrift Наука и Религия Messings angebliche Memoiren. Darin wird von Gedankenübertragung und verschiedenen Vorausahnungen berichtet, die das Interesse von Albert Einstein, Sigmund Freud, Sathya Sai Baba, Josef Stalin und anderen geweckt haben sollen. Es wird behauptet, Messing habe unter anderen Sigmund Freud und Josef Stalin mehrfach persönlich getroffen. Der Wahrheitsgehalt dieser Behauptungen wie zahlreicher Anekdoten über Messing ist ungesichert; beispielsweise wird Wolf Messing im Register diverser Werke über Sigmund Freud sowie im Registerband der 1968 bei S. Fischer erschienenen Gesammelten Werke Freuds nicht angeführt.
1971 wurde er als verdienter Künstler der RSFSR (Заслуженный артист РСФСР) ausgezeichnet.